# Praktblomsterpickare
Praktblomsterpickare (Dicaeum maugei) är en fågel i familjen blomsterpickare inom ordningen tättingar.

## Utseende och läte
Praktblomsterpickaren är en liten kortstjärtad tätting. Hanen är glansigt svart ovan med scharlansröd övergump. Undersidan är vitaktig med lysande rött på strupen inramat i svart samt med en svart central linje nerför buken. Honan är mattgrå ovan med röd övergump och vitaktig undersida. Ungfågeln liknar honan men har ljus näbb. Hanen skiljer sig från hane timorblomsterpickare genom den vita undersidan och den svarta kanten under strupen. Hona praktblomsterpickare är ljusare ovan än hona blodbröstad blomsterpickare. Sången är mycket ljus, "tzit-wut-zoo", med sista tonen mörkare. Även korta och vassa "tzit" kan höras.

## Utbredning och systematik
Praktblomsterpickare delas in i fyra underarter med följande utbredning:
- Dicaeum maugei splendidum – Salayar och Tanahjampeaöarna (Floreshavet)
- Dicaeum maugei neglectum – västra Små Sundaöarna (Lombok och Penida)
- Dicaeum maugei maugei – östra Små Sundaöarna (Roti, Sawu, Semau, Timor, Romang och Damar)
- Dicaeum maugei salvadorii – östra Små Sundaöarna (Moa och Babar)

## Levnadssätt
Praktblomsterpickare hittas i skog, skogsbryn, öppet skogslandskap och plantage i låglänta områden och förberg. Den ses enstaka eller i par.

## Status och hot
Arten har ett stort utbredningsområde, men tros minska i antal, dock inte tillräckligt kraftigt för att den ska betraktas som hotad. Internationella naturvårdsunionen IUCN listar arten som livskraftig (LC).

## Namn
Fågelns vetenskapliga artnamn hedrar René Maugé de Cely (död 1802), fransk zoolog verksam som samlare i Australien 1800-1802.